# Lo Tossal (Sapeira)
Lo Tossal és una muntanya de 806,1 metres que es troba a l'antic terme municipal de Sapeira, de l'Alta Ribagorça, ara del terme de Tremp, a la comarca de la Pallars Jussà.
És al lloc conegut com la Baga d'Escoi, al nord-est del poble d'Escarlà, en un dels contraforts de ponent de la muntanya de Sant Cosme.